# Зимнезелёные растения

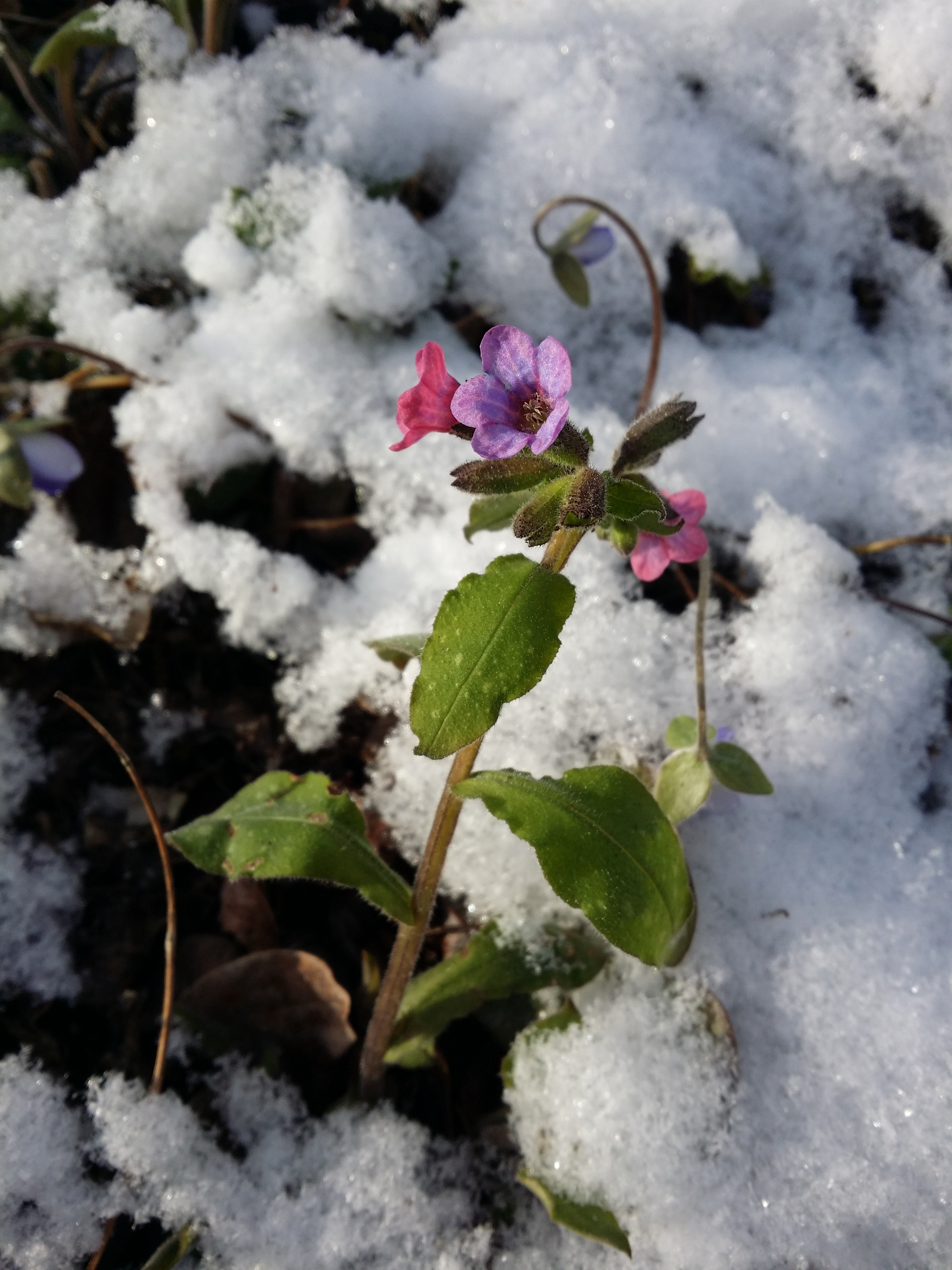
Многие листья Медуница лекарственная|медуницы лекарственной (Pulmonaria officinalis) сохраняются зелёными под снегом

Зимнезелёные растения — растения умеренных широт, которые зимуют с зелёными (ассимилирующими) листьями. Растения сохраняют листья зимой для удлинения периода активного фотосинтеза или как вынужденную меру при засушливом суровом лете, или в тех случаях, когда растение произрастает на малопитательном субстрате, и у него мало ресурсов на отращивание новых листьев.
Если лист сохраняется на растении больше 14 месяцев, то такое растение относится к группе вечнозелёных растений, а если меньше года — то к группе зимнезелёных растений, а если при этом растение сохраняет зелёные листья летом — то к группе летне-зимнезелёных растений.
Многие летне-зимнезелёные растения применяют в декоративном садоводстве, так как они позволяют продлить декоративность сада в те периоды, когда прочие виды находятся в спящем состоянии.

## Вечнозелёные растения

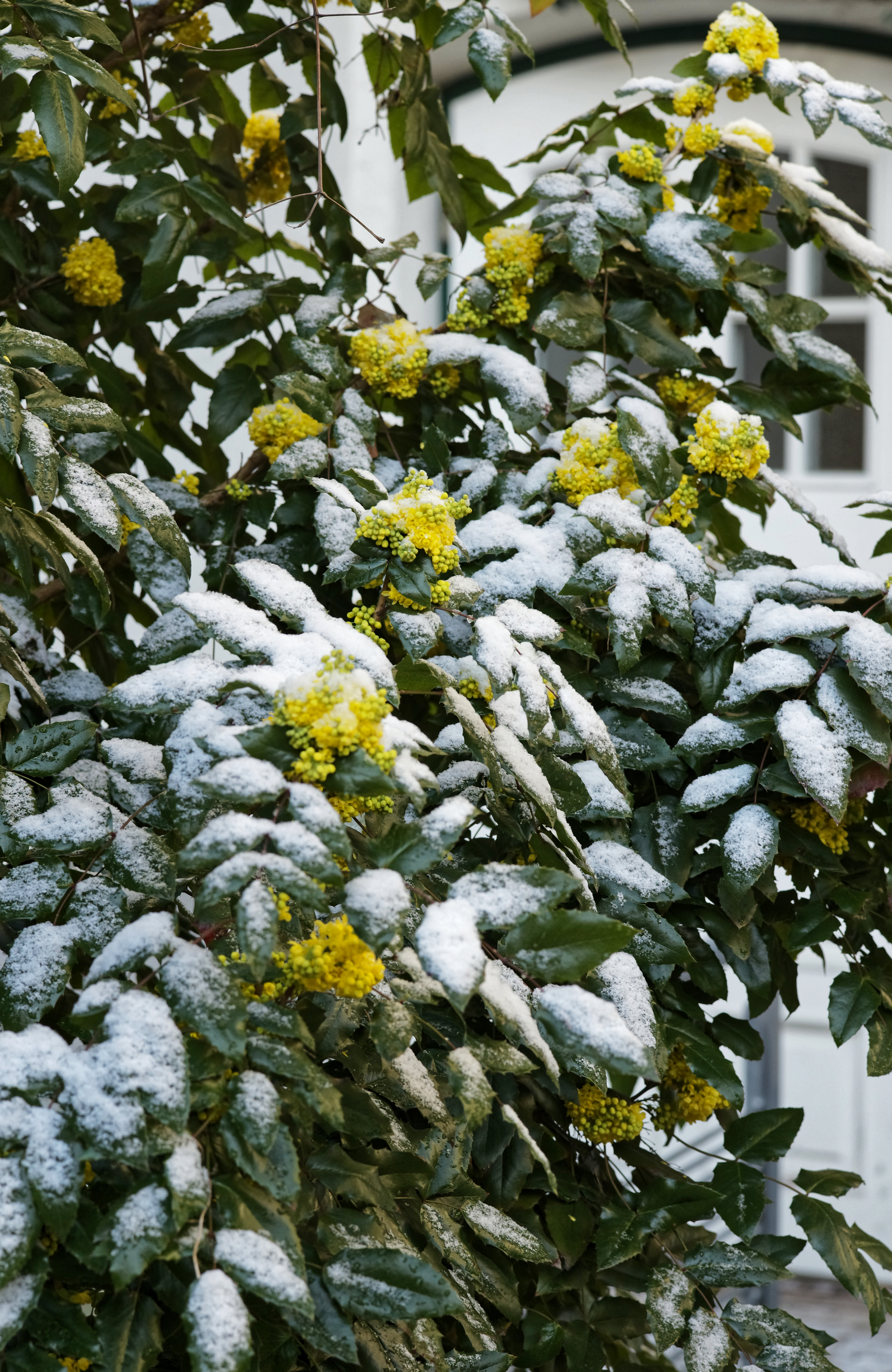
Магония падуболистная (Mahonia aquifolium) — вечнозёленый кустарник северо-американского происхождения, который часто выращивается в условиях Европы и Средней полосы России

Вечнозёлеными считаются виды, у которых листья живут более 14 месяцев. Обычно это почвопокровные или низкорослые кустарники или кустарнички, но встречаются и некоторые многолетние травы. Эти растения имеют набор адаптации: маленькие размеры, пробковый слой на стеблях и восковая кутикула или опушение на листьях, высокое содержание незамерзающих веществ в тканях.
Многие невысокие вечнозёленые кустарнички зимуют под защитой снежного покрова и сохраняют листья в течение двух-трёх лет. К ним относится брусника (Vaccinium vitis-idaea), вереск (Calluna vulgaris), клюква болотная (Oxycoccus palustris). Обычно они произрастают на обеднённых почвах: торфяниках, песках. Поэтому ежегодное образование листвы для них слишком энергозатратная процедура. Они появляются из-под снега с уже заложенными в прошлом году цветоносными побегами и прошлогодними листьями.
В средней полосе широко встречается вечнозелёный кустарничек барвинок малый (Vinca minor) — это растение с многолетними укореняющимися побегами, от которых весной отрастают молодые прямостоячие цветущие побеги.

## Зимнезелёные растения

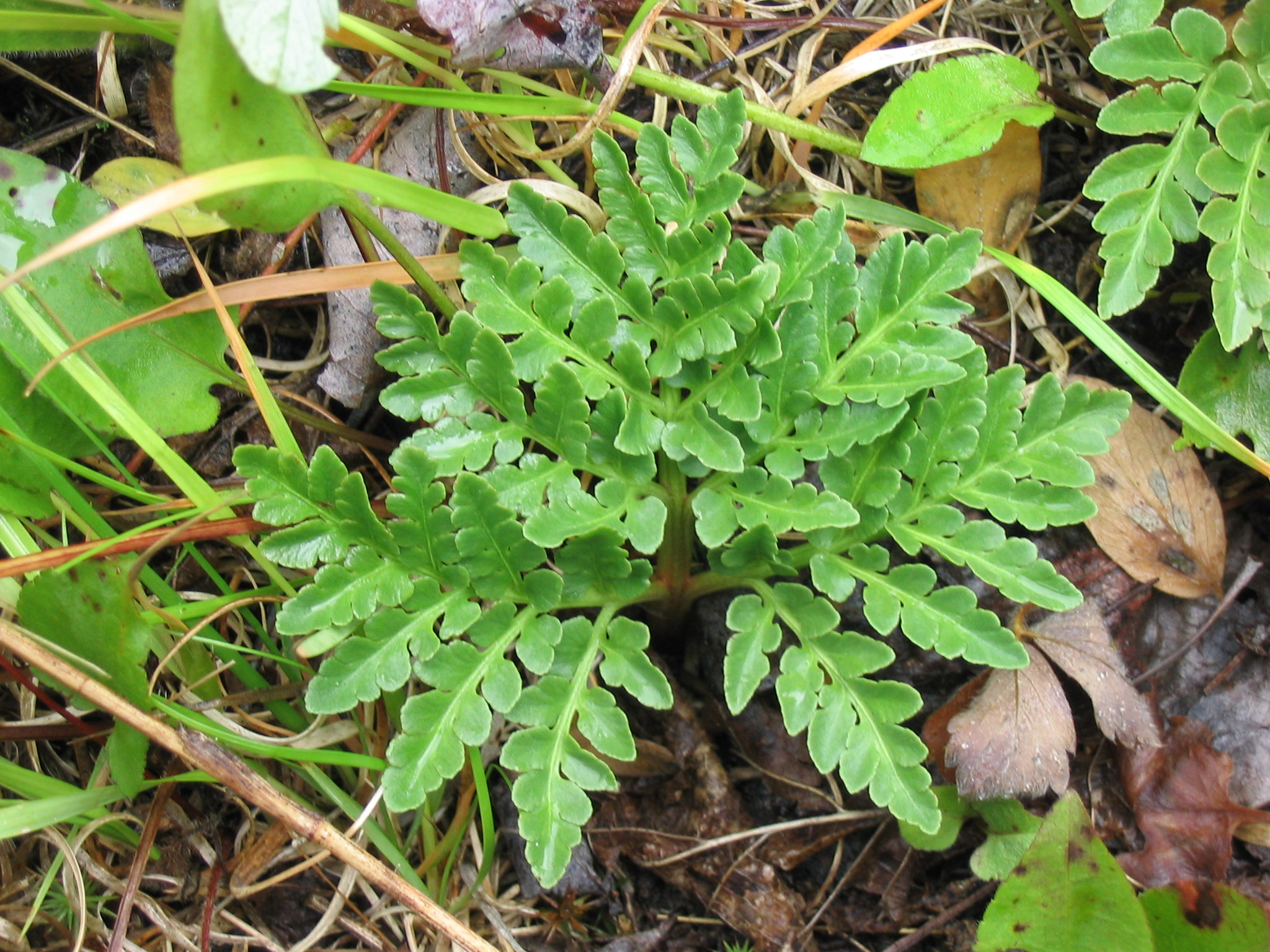
Зимнезелёный папоротник гроздовник многораздельный (Botrychium multifidum), вайи которого разворачиваются летом, и после спороношения, которое обычно начинается в конце лета — начале осени, фертильный сегмент отмирает, а стерильный зимует и сохраняется до следующего года ко времени развёртывания новой вайи

Зимнезелёные растения — те растения, побеги которых появляются осенью или в начале зимы с бурным ростом весной и последующим отмиранием надземной части. То есть зимуют они с зелёными листьями, но продолжительность жизни каждого листа менее года, и лето проводят в безлистном состоянии. К таким растениям относятся мятлик луковичный (Poa bulbosa), произрастающий на юге европейской части России и Западной Сибири, а также Мятлик луговой (Poa pratensis), виды рода Эремурус (Eremurus).
Зимнезелёные растения преимущественно однолетние («зимующие эфемеры») и некоторые многолетние эфемероиды: мятлик луковичный, осока толстостолбиковая, виды эремуруса и др. лилейных. Ритм развития зимнезелёных отражает специфику климата средиземноморского типа — с мягкой влажной зимой и сухим жарким летом. Таким образом, растения переживают наиболее суровый период летней засухи в спящем состоянии без листьев. На территориях бывшего СССР они господствуют в эфемеровых пустынях и низкотравных полусаваннах Средней Азии, обильно представлены в полупустынях, южных степях (причерноморских, закавказских) и в можжевеловых редколесьях Южного Крыма.

## Летне-зимнезелёные растения

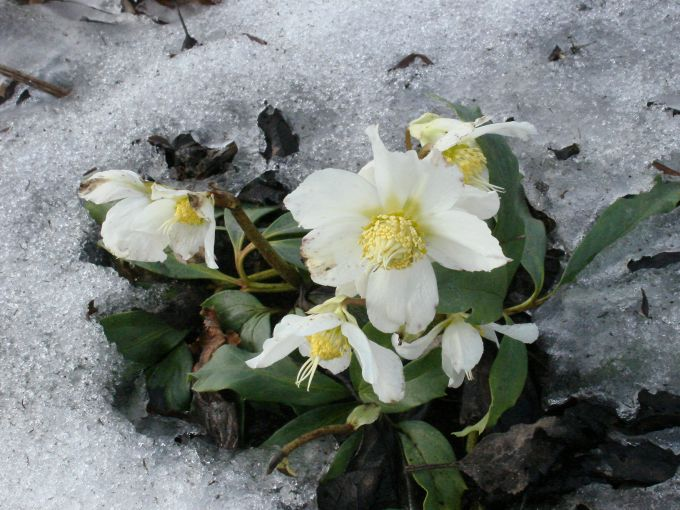
Морозник чёрный (Helleborus niger) не только сохраняет листья зелёными, но и цветёт зимой

Летне-зимнезелёные растения — те растения, которые сохраняют зелёную листву круглый год, но длительность жизни каждого их листа (в отличие от вечнозелёных растений) менее года. Считается, что таким способом растение продлевает себе длительность фотосинтеза. Весной, как только стаял снег, они начинают вырабатывать энергию за счёт «старых», перезимовавших листьев.
Летне-зимнезелёные растения широко представлены в лесной зоне, особенно на лугах. К летне-зимнезелёным растениям относится: земляника (Fragaria), манжетка, гравилат речной (Geum rivale), кислица, многие луговые злаки.
Среди летне-зимнезелёных растений много декоративных многолетников. Это виды родов: гейхера (Heuchera), бадан (Bergenia), гвоздика (Dianthus), тимьяны (Thymus), очитки (Sedum), молодила (Sempervivum), печёночницы (Hepatica), душения индийская (Duchesnea indica). Они позволяют продлить декоративность сада в те периоды, когда листопадные растения в безлистном состоянии.